# Something Different (film fra 1920)
Something Different er en amerikansk stumfilm fra 1920 af Roy William Neill.

## Medvirkende
- Constance Binney som Alice Lea
- Lucy Fox som Rosa Vargas
- Ward Crane som Don Mariano Calderon
- Crane Wilbur som Don Luis Vargas
- Gertrude Hillman
- Mark Smith som Richard Bidgley
- Grace Studdiford som Mrs. Evans
- Riley Hatch som Mr. Stimson
- Adolph Milar